# جنگ عراق و انگلستان
نبرد عراق و انگلیس (۳۱–۲ مه ۱۹۴۱) یک عملیات نظامی بود که قوای متفقین تحت فرماندهی بریتانیا علیه دولت رشید عالی گیلانی که سعی در نزدیک شدن به نیروهای متحدین داشت انجام دادند. در نتیجه این عملیات دولت گیلانی سقوط کرد و طرفداران بریتانیا دوباره در عراق به قدرت رسیدند.

## پیش زمینه
پس از پایان جنگ جهانی اول عراق تحت قیمومیت بریتانیا قرار گرفت و از همان دوره آشوب‌ها و شورش‌هایی برای استقلال کامل از دست قدرت‌های خارجی در عراق شکل گرفت. در همین زمان و با ظهور نازیسم در اروپا، عده‌ای از دولت مردان عراقی از جمله پادشاه جوان عراق غازی اول تمایلات خود را به آلمان به امید کمک آن کشور برای آزادی عراق نشان می‌دادند اما از سوی دیگر دولت بریتانیا و طرفدارانش نیز از توان و قدرت زیادی در عراق برخوردار بودند. این شرایط در سال ۱۹۳۹ با مرگ غازی اول پادشاه عراق که به صورت مشکوکی فوت کرد پیچیده‌تر شد و جانشینی پسر خردسالش، فیصل دوم موجب شد تا تنش‌ها بین این دو گروه به شدت بالا بگیرد. در مارس ۱۹۴۰ رشید عالی گیلانی که از پشتیبانی افسران طرفدار آلمان بهره می‌برد به نخست‌وزیری رسید و به صورت مخفیانه ارتباطاتی را با آلمان شروع کرد، همچنین دولت عراق از اعلام جنگ به ایتالیا سرباز زد که باعث شد سفارت ایتالیا در بغداد تبدیل به مرکز مهم اطلاعاتی و تبلیغاتی متحدین در خاورمیانه علیه متفقین شود. رفتارهای گیلانی باعث شد تا دولت بریتانیا در ماه دسامبر ۱۹۴۰ تحریم‌های اقتصادی و نظامی را علیه عراق اجرایی کند و در نهایت رشید عالی گیلانی در ژانویه ۱۹۴۱ از سمت خود استعفا داد.

### کودتا ۱۹۴۱
در آوریل ۱۹۴۱ ستاد فرماندهی ارتش عراق و نظامیان طرفدار آلمان نازی در عراق دست به کودتا زده و رشید عالی گیلانی را به عنوان رئیس دولت جدید انتخاب کردند. دولت جدید به سرعت شروع به دستگیری عناصر طرفدار انگلیس و همچنین ارتباط بیشتر با آلمان نازی و ایتالیا جهت دریافت کمک کرد. با این حال دولت جدید که از تهاجم بریتانیا ترس داشت اعلام داشت که به معاهدات پیشین بین دولتین احترام می‌گذارد و همچنین به قوای بریتانیا اجازه پیاده شدن در بصره را می‌دهد مشروط بر اینکه این نیروها سریعاً به فلسطین یا مصر انتقال یابند.
نهایتاً در ۲۸ آوریل و با رسیدن دومین گروه از نیروهای انگلیسی در بصره، رشید عالی گیلانی اعلام کرد که از این پس از استفاده نظامی بریتانیا از خاک عراق جلوگیری خواهد کرد. در همین زمان ارتش عراق نیرویی شامل یک هنگ پیاده و تعدادی توپ و تانک را به طرف فرودگاه حبانیه در غرب بغداد که پایگاه مهم نیروی هوایی بریتانیا در عراق بود منتقل کرد و دست به محاصره این پایگاه زد.

## نبرد

در روز ۲ مه ۱۹۴۱ پس از چند روز مذاکره بی‌طرف بین طرفین، فرمانده فرودگاه که اختیار عمل کامل را دریافت کرده بود تصمیم گرفت تا با حمله پیش دستانه به نیروهای عراقی محاصره فرودگاه را بشکند. در طی آن روز بریتانیایی‌ها ۳۰ تن بمب بر روی نیروهای محاصره کننده ریختند و در نبرد هوایی سنگین ۲۲ فروند هواپیمای خود را از دست دادند. نهایتاً در روز ۶ مه نیروهای عراقی محاصره کننده مواضع خود را ترک کرده و به سوی بغداد عقب‌نشینی کردند. در همین زمان قوای متفقین از سمت فلسطین و بصره شروع به حرکت در خاک عراق کردند و نهایتاً پس از نزدیک به یک ماه مبارزه، قوای بریتانیا به بغداد رسیدند.
با رسیدن بریتانیایی‌ها به بغداد در ۲۷ مه، رشید عالی گیلانی و تعدادی دیگر از طرفداران آلمان نازی از طریق مرز خسروی وارد ایران شده و دولت طرفدار آلمان در عراق به پایان رسید.